# Виговци
Виговци су били фракција, а потом и политичка странка у парламентима Енглеске, Шкотске, Велике Британије и Уједињеног Краљевства. Између 1680-их и 1850-их, они су се борилу за власт против својих ривала торијеваца. Порекло виговаца лежи у уставном монархизму и противљењу апсолутној власти. Виговци су играли централну улогу у Славној револуцији из 1688. и били су доследни непријатељи краљева и прентендената из династије Стјуарт, који су били римокатолици. Виговци су преузели пуну контролу над владом и остали су доминантни све док краљ Џорџ III, које је ступио на престо 1760, није омогућио повратак торијеваца. Превласт виговаца (1715—1760) је омогућила долазак династије Хановер ступањем на трон Џорџа I и неуспели Јакобитски устанак 1715. који су организовали торијевски побуњеници. Виговци су темељно прочистили торијевце са свих главних положаја у влади, војсци, Цркви Енглеске, судовима и локалним званичницима. Вођа виговаца је био Роберт Волпол, који је контролисао владу у периоду од 1721–1742. Његов наледник је био Хенри Пелам (1743–1754).
Обе странке су настале као лабаве групације или тежње, али су постале званичне до 1784. са доласком Чарлса Џејмса Фокса на место лидера реконституисане виговске странке која се борила против владајуће партије нових „торијеваца“ (који немају никакав континуитет са претходним торијевцима) предвођених Вилијамом Питом Млађим. Обе странке су се више темељиле на богатим политичарим него на широку подршку; било је избора за Дом комуна, али је мали број људи контролисао већину бирача.
Виговстра странка је споро еволуирала током 18. века. Виговске тежње су подржавале велике арисократске породице, владавину протестантских Хановера и толеранцију нонкомформистичких протестаната ("дисидената", као што су презбетеријанци), док неки торијевци подржали тежње на престо прогнане раљевске породице Стјуарт (јакобитизам), и практично сви торијевци су подржавали Цркву Енглеске и племство. Касније су виговци привукли подршку нових индустријалаца и богатих трговаца, док су торијевци стекли подршку земљопоседника и краљевске породице. До прве половине 19. века, међутим, политички програм виговаца више није обухватао само превласт парламента над монархом и подршку слободној трговини, већ и католичку еманципацију, укидање ропства и проширење права гласа.
Виговци су средином 19. века постали Либерална странка, а након стапања са Социјалдемократском странком 1988. настаје Либерално-демократска странка, за коју се понекад (додуше много ређе него за торијевце) још увек може чути надимак "виговци".